# Georg Spielmann
Georg Spielmann (* 9. Oktober 1908 in Königsberg; † 4. Januar 1985) war ein deutscher Kommunist und Widerstandskämpfer gegen die NS-Herrschaft, Leitender Sekretär der Vereinigung der Verfolgten des Naziregimes (VVN), Vizepräsident der Fédération Internationale des Résistants (FIR), Präsidiumsmitglied des Nationalrats der Nationalen Front der DDR und der Liga für Völkerfreundschaft.

## Leben
Der Sohn eines Fleischers erlernte nach dem Besuch der Volksschule den Beruf des Schiffszimmermanns. Er trat 1922 dem Kommunistischen Jugendverband Deutschlands (KJVD) und 1928 der Kommunistischen Partei Deutschlands (KPD) bei und war Angehöriger des M-Apparates der KPD. 1928 siedelte er nach Hamburg um und arbeitete als Schiffsbauer bei Blohm & Voss. 1930 wurde er Redakteur der Hamburger Volkszeitung. 1932/33 war er Instrukteur bzw. Sekretär der KPD-Unterbezirksleitung Kiel und Instrukteur der KPD für die norddeutschen Werften. 
Seit 1933 leistete er illegale antifaschistische Widerstandsarbeit. 1934 wurde er verhaftet und wegen Vorbereitung zum Hochverrat zu zwei Jahren Gefängnis verurteilt. Nach seiner Entlassung 1936 arbeitete er als Schiffsbauer auf der Howalds-Werft Kiel. 1937 wurde er erneut verhaftet, 1938 in das KZ Sachsenhausen verbracht und 1941 entlassen. Von 1941 bis 1944 arbeitete er als Schiffsbauer auf einer Schiffswerft in Königsberg. Ende 1944 ging er in die Illegalität, wurde im März 1945 durch die Feldgendarmerie verhaftet und in die Wehrmacht gepresst. Im April 1945 lief er beim ersten Fronteinsatz zur Roten Armee über. In sowjetischer Kriegsgefangenschaft leistete er Aufklärungsarbeit unter den deutschen Kriegsgefangenen und wurde Antifa-Leiter des Lagers 7294. 

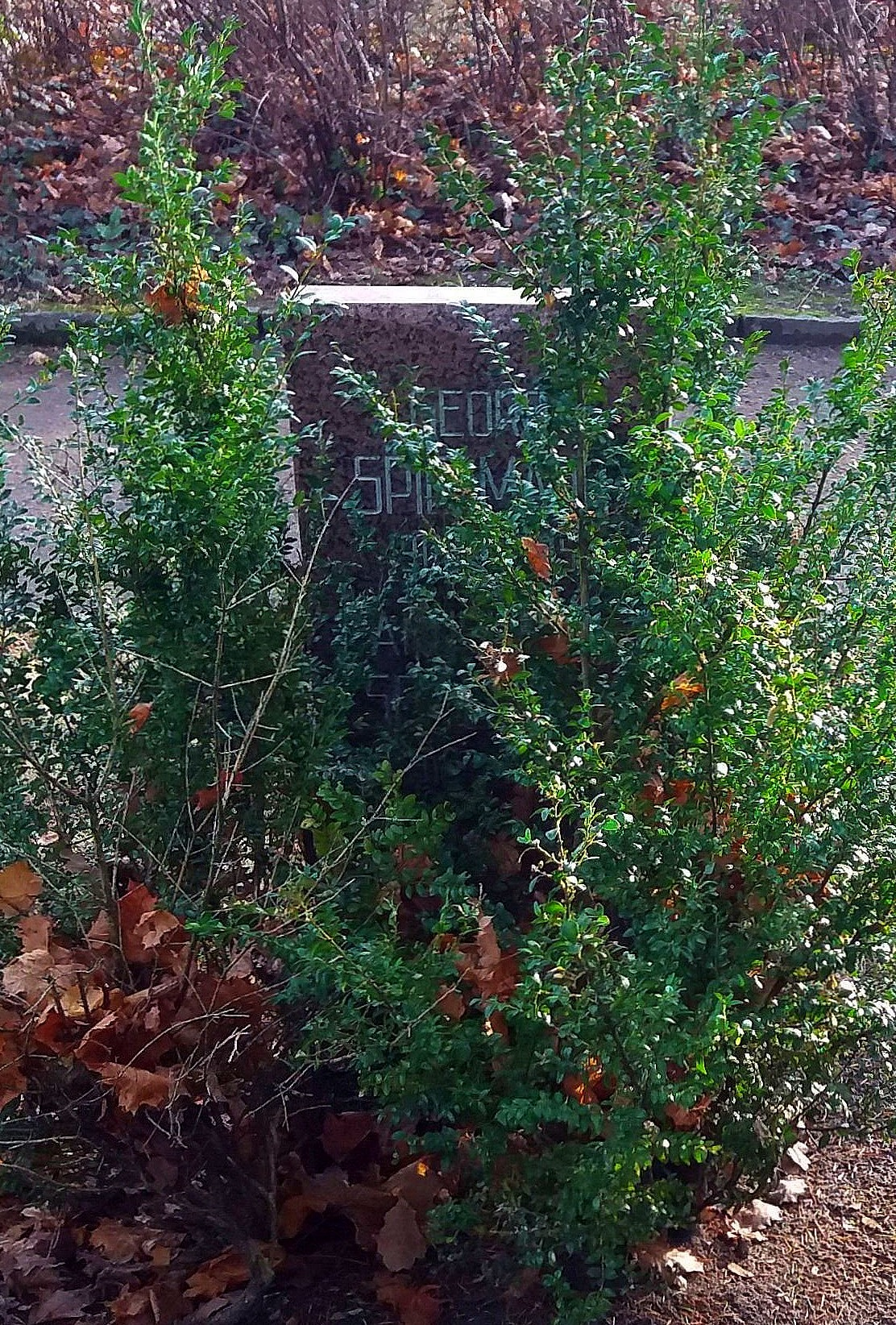
Grabstätte

Im Juni 1947 kehrte er nach Deutschland zurück, wurde Mitglied der SED und Org.-Sekretär im Generalsekretariat der VVN. Von 1949 bis 1953 war er Leiter der Westabteilung der VVN. Von 1953 bis 1971 fungierte er als Sekretär bzw. Leitender Sekretär des Komitees der Antifaschistischen Widerstandskämpfer der DDR. Von 1954 bis 1972 war er Mitglied des Generalrats der FIR und vom 22. März 1959 bis 1972 Vizepräsident der FIR. Er war seit 1957 Mitglied des Präsidiums des Nationalrates der Nationalen Front und seit 1966 Mitglied des Präsidiums der Liga für Völkerfreundschaft. Bis zu seinem Tod gehörte er als Mitglied dem Präsidium der Zentralleitung des Komitees der Antifaschistischen Widerstandskämpfer an.      
Als er 1985 verstarb, wurde seine Urne in der Gräberanlage Pergolenweg des Berliner Zentralfriedhofs Friedrichsfelde beigesetzt.

## Auszeichnungen
- Medaille für Kämpfer gegen den Faschismus 1933 bis 1945
- Ernst-Moritz-Arndt-Medaille
- 1955 Vaterländischer Verdienstorden in Bronze, 1958 in Silber und 1968 in Gold
- 1965 Orden Banner der Arbeit
- 1970 Deutsche Friedensmedaille
- 1978 Ehrenspange zum Vaterländischen Verdienstorden in Gold